# Geschiedenis van Sicilië

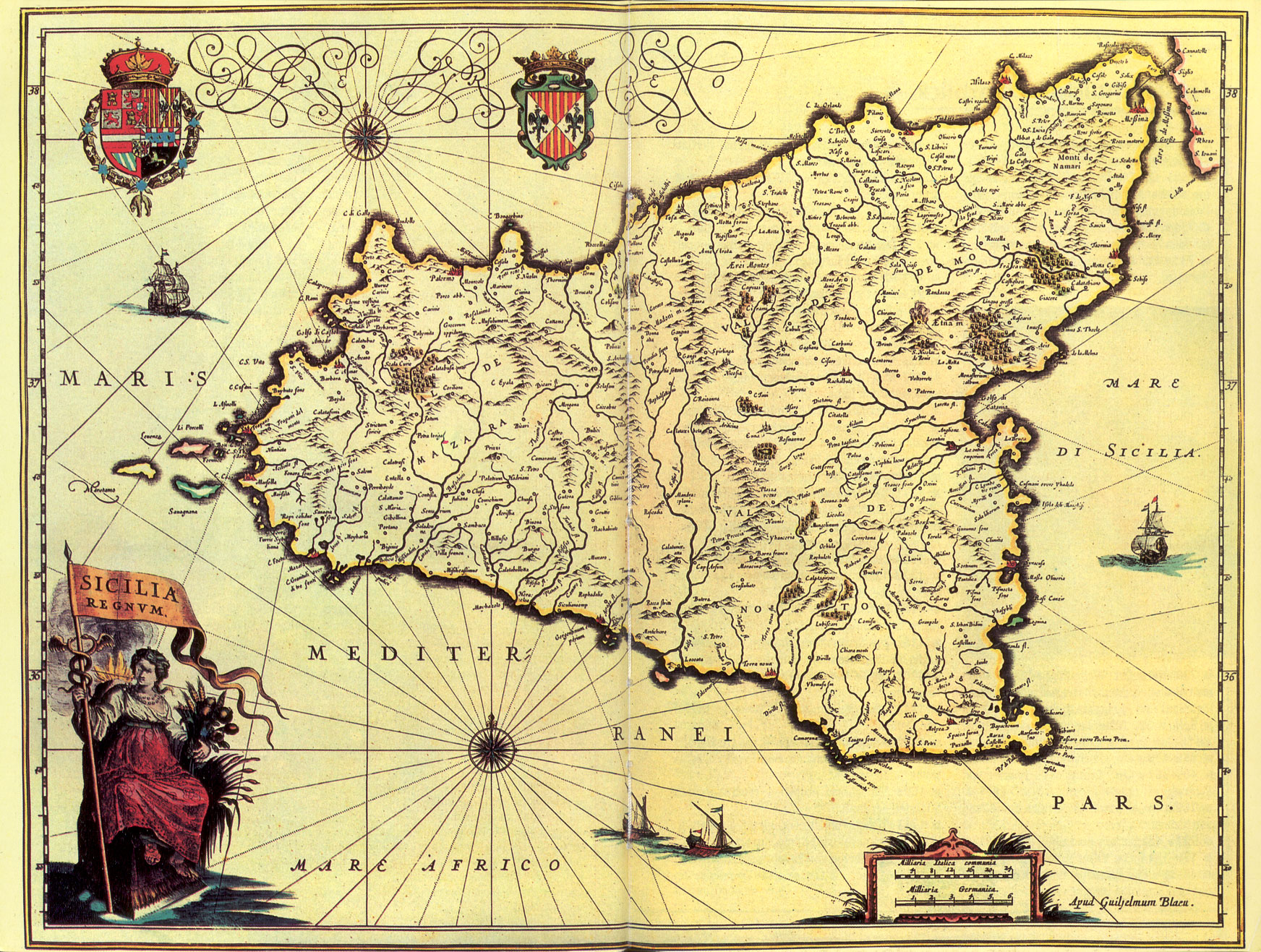
17e-eeuwse kaart van Sicilië door Willem Blaeu

Sicilië heeft een lange en bewogen geschiedenis.
Rond 1200 v.Chr. wordt in Egypte gewag gemaakt van de zeevolken, waaronder de Sjekelesj, die waarschijnlijk van dit eiland kwamen, gezien de naamsverwantschap.
Zie ook onder Lijst van monarchen van Napels en Sicilië

## Geologische en fauna geschiedenis
In het vroege Plioceen (ongeveer 5 miljoen jaar geleden, na de Zancleanvloed) tot het vroege Pleistoceen bestond Sicilië uit twee eilanden. Het nabijgelegen Calabrië bestond ook uit verschillende eilanden. In het vroege Pleistoceen werd het hele gebied verhoogd en ontstond Sicilië in min of meer de huidige vorm, maar was wel verbonden met Malta. De fauna op de eilanden was vrij geïsoleerd en er ontwikkelen zich verschillende inheemse soorten. De oudste sporen van mensachtigen op Sicilië dateren van ongeveer twee miljoen jaar geleden. Er zijn stenen gebruiksvoorwerpen gevonden van die ouderdom, maar geen beenderen, waardoor het niet te achterhalen is welke soort mensachtigen het betrof. Er zijn meer sporen gevonden van de moderne mens vanaf 30.000 jaar geleden met de terugtrekkende ijstijd.

## Het Arabische tijdperk

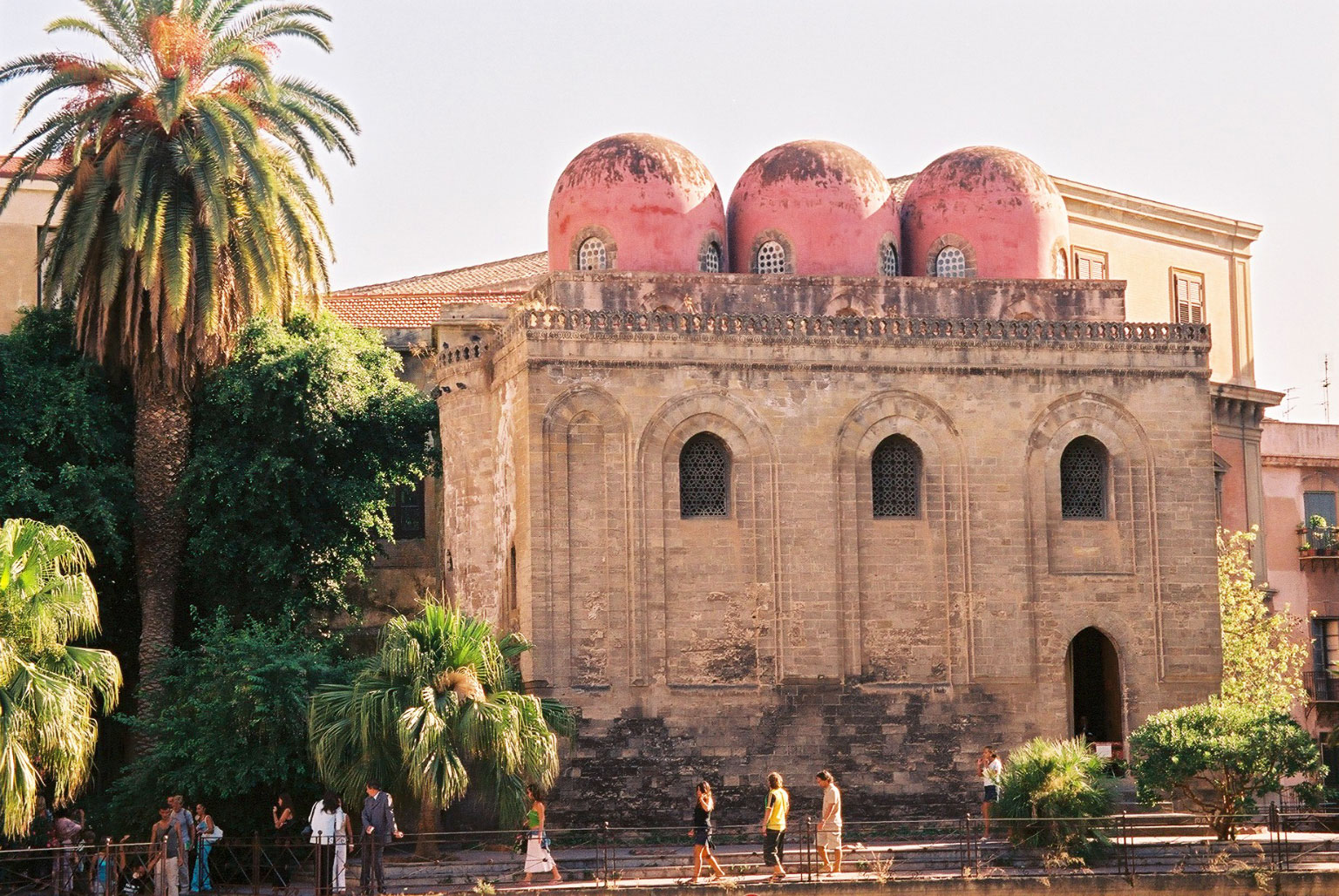
Islamitische architectuur in Sicilië

Tijdens de Byzantijnse Periode was Sicilië, waar men met evenveel gemak Grieks als Latijn sprak, op cultureel gebied nauw verbonden met het Byzantijnse oosten. Onder keizer Michaël II maakten de Arabische Aghlabiden uit Tunesië van de zwakte van het Byzantijnse Rijk gebruik en begonnen hun eerste invallen op het eiland. Keizer Constans II vond het zelfs noodzakelijk om die reden Syracuse als zijn residentie te verkiezen.
In 827 veroverden de Arabieren (ook wel Saracenen genoemd) onder leiding an Asad ibn al-Furat de stad Mazara. Steeds werden de aanvallen herhaald en, ondanks de felle tegenstand van de eilandbewoners, zo moest het beleg van Syracuse (827-828) worden opgegeven, viel in 831 Palermo en in 842 Messina in islamitische handen. Vele steden zouden volgen, en niet alleen op Sicilië. De Aghlabiden veroverden ook Malta en Sardinië en in 846 plunderden zij Rome.
Onder Michaël III waren alleen Taormina en Syracuse nog in Byzantijnse handen. Het laatste grote Byzantijnse bolwerk, Syracuse, viel in 878. In 902 veroverden de Arabieren na 75 jaar strijd Taormina en in 965 was met de verovering van Rometta het eiland geheel in hun handen.
Steeds meer Arabieren vestigden zich vervolgens op het rijke Sicilië. Sicilië werd een belangrijk cultureel deel van de Arabische wereld. Net als in andere gebieden die zij veroverden, legden de Arabieren een extra belasting op aan andere geloven. De Arabieren maakten van Palermo hun hoofdstad. Palermo werd een belangrijk centrum van onderwijs en kunst en het middelpunt van een bloeiende cultuur, samengesteld uit Romeinse, Arabische en Byzantijnse elementen, én de oogappel van de Arabische heersers. De vruchtbare grond van Sicilië leverde katoen, suikerriet en citrusvruchten. Sicilië werd onder hun bewind een bloeiend gebied.
De dynastie van de Fatimiden kreeg in 910 de macht in handen, maar zij raakten onderling verdeeld en de Kalbiden regeerden Sicilië als een onafhankelijke staat. De Byzantijnen maakten van deze verdeeldheid gebruik. Zij poogden met hulp van de Normandiërs hun voormalige bezit te heroveren.

## De Normandiërs

Koninkrijk van Sicilië, 1154.

In de elfde eeuw stichtte de Normandische hertog Robert Guiscard, uit het geslacht de Hauteville, een Normandisch Rijk in Zuid-Italië. Vandaar uit veroverde hij in 1061 de stad Messina, samen met zijn broer Rogier de Hauteville. Deze veroverde tussen 1061 en 1091 de rest van het eiland: Catania en Palermo in 1072, Cerami in 1063, Trapani in 1077, Taormina in 1079, Syracuse in 1085, Girgenti in 1086 en Noto in 1091. Hij werd door zijn broer in 1072 tot Graaf van Sicilië verheven, onder de naam Rogier I, en bleef over het eiland regeren tot aan zijn dood in 1101.
Zijn zoon Rogier II werd door tegenpaus Anacletus II in 1130 te Palermo tot Koning van Sicilië gekroond (1130). Hij bracht zijn koninkrijk tot bloei en breidde het uit tot op het vasteland van Zuid-Italië (in 1128). Rogier II hield hof te Palermo, waar hij zich liet omringen door Griekse en Arabische geleerden en Italiaanse kunstenaars. Hij voerde ook een efficiënte bestuursvorm in, gematigd maar doeltreffend. Onder zijn regering nam het aantal moslims sterk af: velen gingen over tot het christendom en integreerden zich volledig onder de bevolking. Zeer vele anderen vertrokken naar Noord-Afrika. Daarnaast vestigden zich veel kolonisten uit Italië, en met name Noord-Italië, op het eiland; onder hun invloed begon het Italiaans het Arabisch als voornaamste taal te verdringen. In het oosten van het eiland bleef nog geruime tijd het Grieks domineren. Rogier II overleed in 1154.
Onder de regering van zijn opvolger Willem I (1154-1166) kwamen de eilandbewoners enkele malen in opstand. In 1156 had hij reeds af te rekenen met een revolte van zijn baronnen en hij bracht zijn koninkrijk in conflict met de machtige Duitse keizer Frederik Barbarossa. In dit conflict zocht zijn zoon Willem II (1166-1189) toenadering tot de keizer door zich aan te sluiten bij de Derde Kruistocht. Toen hij kinderloos overleed, liet hij zijn troon over aan zijn tante Constance, een dochter van Rogier II, die in 1186 was gehuwd met Hendrik, de zoon van Frederik Barbarossa.
Het was niet naar de zin van de Sicilianen, die liever Tancred van Lecce, een natuurlijke zoon van Rogier II, als koning wilden. Hendrik, die in 1190 na de dood van zijn vader als Hendrik VI keizer was geworden, handhaafde echter zijn aanspraken op Sicilië, die hem rechtens zijn vrouw Constance van Sicilië toe kwamen. Toen Tancred in 1194 overleed, werd de keizer van het Heilige Roomse Rijk in Palermo ook tot koning van Sicilië gekroond, waarmee een einde kwam aan het bestuur van de Normandiërs.

## Het huis van Hohenstaufen
Hendrik VI overleed reeds in 1197, waarna zijn zoon Frederik II op 3-jarige leeftijd tot koning van Sicilië werd gekroond; Constance stierf een jaar later. Na bemiddeling van paus Innocentius III trouwde Frederik in 1209 met Constance van Aragon, dochter van Peter II van Aragón. Niet zonder moeilijkheden besteeg hij in 1214 ook de keizerstroon van zijn vader.
Frederik II was een uitzonderlijk begaafd vorst, en werd door zijn tijdgenoten beschreven als stupor mundi et novator mirabilis. Hij regeerde over Sicilië (en Zuid-Italië), en verbleef hier zelfs liever dan in het Duitse Rijk. Hij was kunstzinnig aangelegd, sprak zes talen, verdiepte zich in de filosofie, wiskunde en de astronomie, biologie en geneeskunde, en was bovendien ook een groot staatsman en veldheer. Aan zijn hof te Palermo verbleven Arabische, joodse en christelijke dichters, musici en geleerden. Daarnaast was hij ook erg losbandig en hield er een heuse harem op na: men noemde hem spottend "de gedoopte sultan". Hij overleed vrij plotseling in 1250, waarna zijn rijk spoedig in een anarchie verzonk. Begraven werd hij in de kathedraal van Palermo, waar ook zijn ouders Hendrik VI en Constanza rusten.
Hij werd opgevolgd door zijn zoon Koenraad IV (1250-1254), en deze op zijn beurt door zijn halfbroer Manfred (1254-1266), een natuurlijke zoon van Frederik. De beide opvolgers van Frederik II trachtten hun koninkrijk in Sicilië en Zuid-Italië te handhaven en bestuurlijke hervormingen door te voeren, maar dat mislukte door de voortdurende strijd tegen paus Clemens IV, die zijn Kerkelijke Staat niet graag ingeklemd zag tussen het Noordelijke en het Zuidelijke rijk van de Hohenstaufen. De paus vroeg en kreeg de hulp van Frankrijk, en wel in de persoon van Karel van Anjou, broer van koning Lodewijk IX. In de Slag bij Benevento (26 februari 1266) werd Manfred verslagen en gedood aan de brug Ponte Leproso. Op die manier werd Karel van Anjou in 1266 door de paus gekroond tot koning van Zuid-Italië en Sicilië, die voortaan als pauselijke lenen werden beschouwd. In 1267 trachtte Konradijn, "Corradino", de 15-jarige zoon van Koenraad IV, de erfenis van zijn vader te heroveren, maar hij werd gevangengenomen en het volgende jaar, op verzoek van Karel van Anjou, in Napels onthoofd.

## Sicilië onder Anjou en Aragón

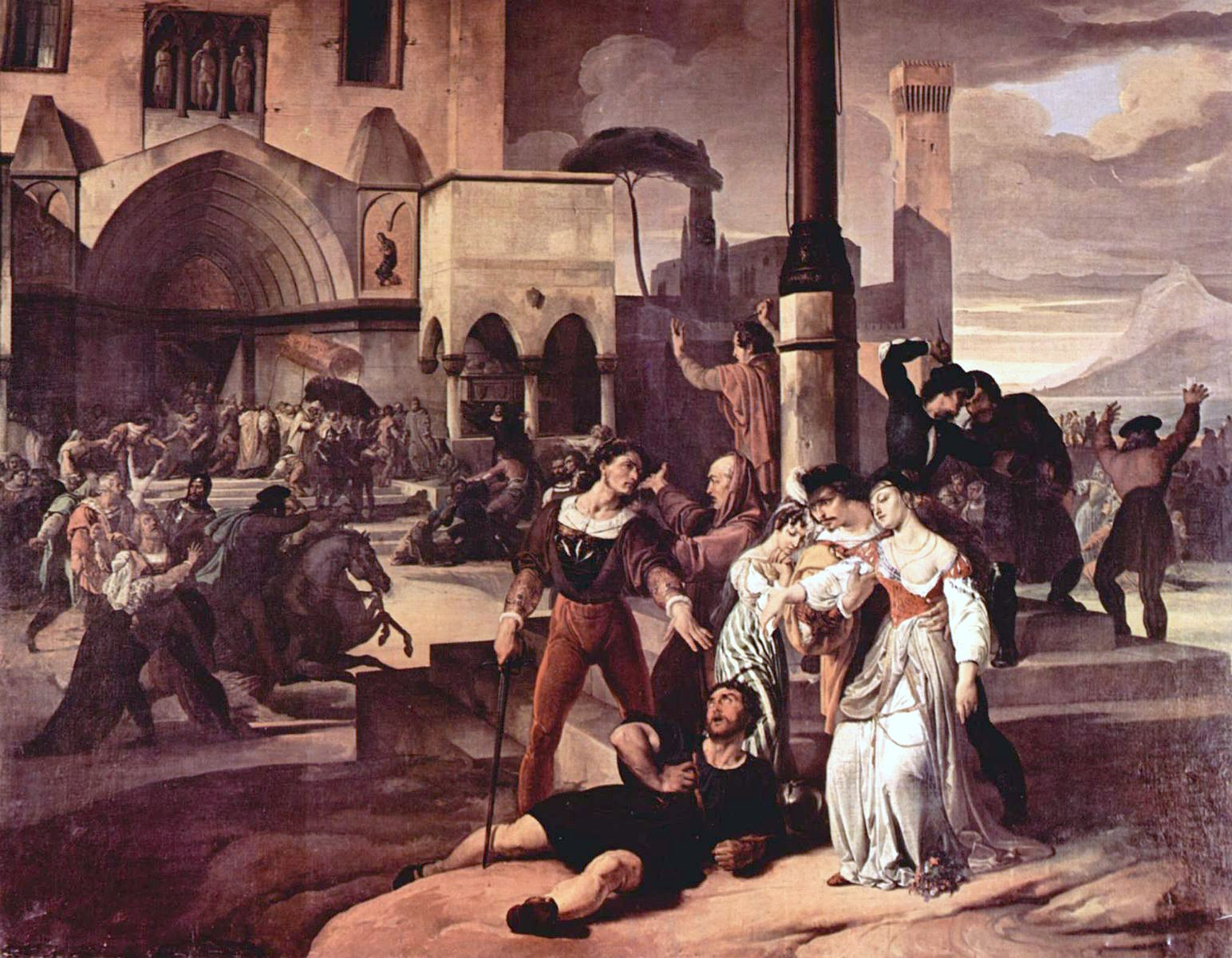
Siciliaanse Vespers (1846) door Franceso Hayez

Op deze manier kreeg Sicilië in 1268 dan een Frans bestuur, met als koning Karel van Anjou, die zijn hoofdstad niet in Palermo, maar in Napels vestigde. Karel regeerde als een despoot, en maakte zich, mét zijn Franse landgenoten, gehaat om zijn wanbeheer en de hoge belastingdruk. Op 31 maart 1282 brak in Palermo de volksopstand uit, beter gekend onder de naam Siciliaanse Vespers, die spoedig het karakter van een onafhankelijkheidsoorlog aannam. Bijna alle Fransen in Palermo werden vermoord en spoedig werden ook in andere steden Franse garnizoenen verdreven of uitgeroeid. Karel van Anjou werd afgezet en de Sicilianen boden de kroon aan Peter III van Aragón, de schoonzoon van Manfred van Hohenstaufen. Het koninkrijk Napels (= Zuid-Italië) bleef echter aan Karel van Anjou met het verdrag van Caltabellotta (1302).
Vaak braken er twisten uit tussen Napels (Anjou) en Sicilië (Aragón), waar pas een eind aan kwam, toen in 1442 Sicilië met Napels opnieuw werd verenigd door Alfons V van Aragón.

## Sicilië onder Spaans bewind
Alfons' opvolger Ferdinand I (1458–1494) werd tot koning van Napels benoemd, terwijl Sicilië samen met Aragón onder diens broer Johan II verenigd zou blijven.
Voor de strijd om Italië, die op het einde van de 15e eeuw werd gevoerd, was het bezit van Sicilië voor Aragón van het grootste belang. Sicilië was nog altijd de graanschuur van Europa, en dat maakte het mogelijk grote inkomsten uit de belastingen te putten. In 1516 kwamen Sicilië en Napels bij het Habsburgse wereldrijk van keizer Karel V, dat weliswaar gepaard ging met een Revolte op Sicilië. In 1556, bij de verdeling van Habsburgse rijk, kwam Sicilië aan Filips II van Spanje. Enkele malen kwamen de eilandbewoners in opstand tegen het centrale Spaanse bewind (onder meer in 1647 en 1674), maar tevergeefs: de Spaanse koningen hielden weinig rekening met de rechten en belangen van de Sicilianen, en legden enkel zware belastingen op.
In 1675 geeft Frankrijk aan het eiland te willen inlijven. Spanje vraagt hulp aan de Republiek der Zeven Verenigde Nederlanden. Admiraal Michiel de Ruyter komt helpen, raakt ernstig gewond en overlijdt door de Slag bij de Etna.

## Savoye - Habsburgers - Bourbon
Na de Spaanse Successieoorlog, bij de Vrede van Utrecht (1713) werd Sicilië opnieuw gescheiden van Napels en werd Victor Amadeus II van Savoye koning. Na de Oorlog van het Viervoudig Verbond (1718-1720) die eindigde met het Verdrag van Den Haag (1720), moest Victor Amadeus Sicilië afstaan aan Oostenrijk, en kreeg daarvoor in ruil Sardinië terug.
De Oostenrijkers waren helemáál niet geliefd op Sicilië, en zij stonden in 1735 het eiland wat graag af aan de Spaanse Bourbons. De Spaanse prins Karel van Bourbon werd in Palermo tot koning van Sicilië gekroond en in 1738 ook tot Koning van Napels. Zo herrees het Koninkrijk der Beide Siciliën en dat was het begin van het huis Bourbon-Sicilië. Toen Karel in 1759 de Spaanse troon besteeg, liet hij het bestuur van Napels en Sicilië over aan zijn zoon Ferdinand (1759–1825).

## Koninkrijk der Beide Siciliën

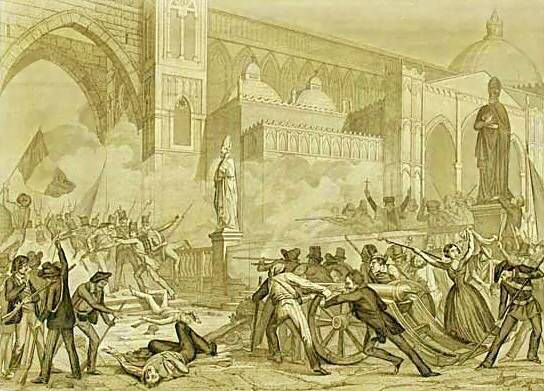
Opstand in Palermo in 1848

Onder de Bourbons kende Sicilië weinig welstand en vrijheid: velen zijn van oordeel dat hun bewind desastreus is geweest voor de economie en de welvaart van het eiland. De koning resideerde doorgaans te Napels, maar in 1799 week koning Ferdinand uit naar Palermo, omdat de troepen van Napoleon I Napels bezetten. Op die manier kregen de Sicilianen voor het eerst hun koning in levenden lijve te zien... Engelse troepen bezetten Sicilië in 1806 om het eiland tegen een invasie van Napoleon te beschermen. Dit bracht een economische heropleving met zich mee. Onder de druk van Engeland moest de koning in 1812 de Sicilianen ook een moderne, liberale grondwet schenken, met tot dan toe ongekende rechten voor het volk. Maar toen koning Ferdinand in 1816, na de val van Napoleon, naar Napels terugkeerde, zag hij de kans schoon om deze grondwet weer in te trekken. Na zijn terugkeer nam hij ook als Ferdinand I officieel de titel van "Koning der Beide Siciliën" aan.
Enkele malen kwam het volk in opstand tegen het wanbeheer en het absolutisme van de Bourbon-koningen, onder meer in 1820 (opstand van de Carbonari) en 1848 (koninkrijk Sicilië (1848-1849)), maar telkens werd de opstand bloedig neergeslagen. Velen trokken berooid en teleurgesteld het binnenland in, waar ze gingen leven van banditisme: de Cosa nostra was ontstaan.

## De Italiaanse eenwording

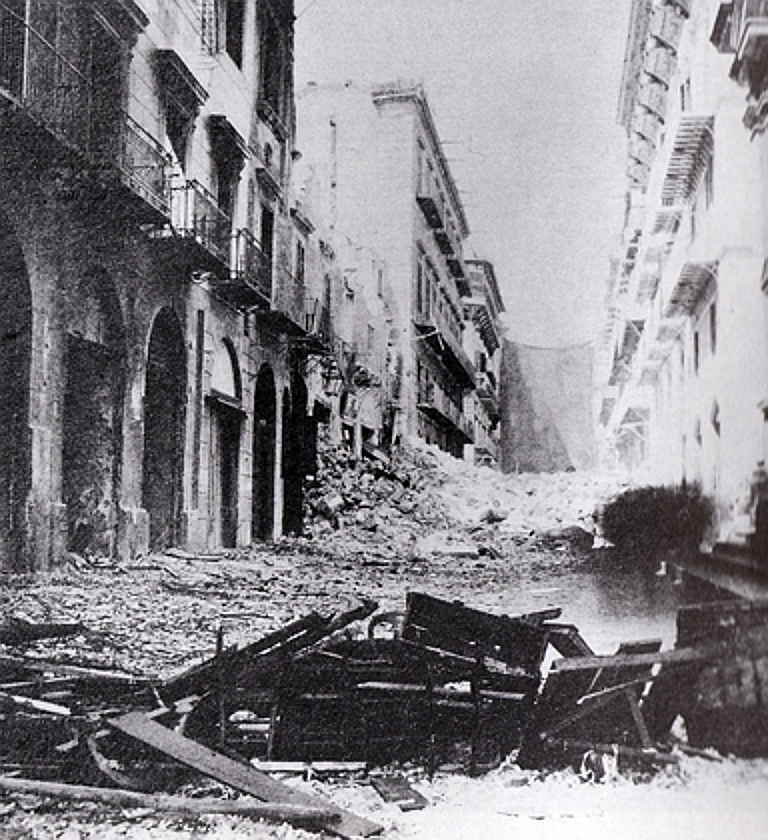
Barricaden tijdens de opstand in Palermo in 1860

In 1860 kwam Sicilië opnieuw in verzet tegen de Bourbons. Ditmaal kreeg het een onverwachte steun van de avonturier Garibaldi. Deze ging op 11 mei 1860 met zijn vrijschare van "duizend roodhemden" aan land bij Marsala, en kon in korte tijd heel het eiland veroveren, waarna hij overstak naar het vasteland de Bourbons verdreef en zijn intocht hield in Napels. Een volksstemming bekrachtigde de vereniging van Napels en Sicilië met het Koninkrijk Sardinië, dat in 1861 ten slotte werd uitgeroepen tot Koninkrijk Italië, en in 1870 ongeveer zijn huidige omvang kreeg.
Sindsdien gaat de geschiedenis van Sicilië op in het grotere geheel der Italiaanse geschiedenis. In het verenigde Italië bleef Sicilië echter steeds stiefmoederlijk behandeld, en genoot het weinig belangstelling van de centrale regering. Het eiland was onder de Bourbons nagenoeg leeggebloed, de bodem ontbost en verwaarloosd. Vanwege de slechte infrastructuur wensten de industriëlen van Noord-Italië op Sicilië niet te investeren in de vestiging van nieuwe bedrijven: het moest enkel dienen als afzetgebied voor het rijke noorden. Met het geld van de belastingbetaler, ook van de Siciliaanse, werden in Noord-Italië nieuwe infrastructuurwerken en industriële vestigingen gefinancierd. Vele doodarme Sicilianen zochten dan ook hun geluk in de rijke steden van het noorden of in het buitenland, en lieten de grond onbewerkt en verwaarloosd achter. De Sicilianen namen "wraak" via politieke corruptie: hun vertegenwoordigers verkochten hun stemmen vaak aan de meest biedende. In die periode breidt ook de maffia zijn macht uit.
In 1908 werd het noordoosten van Sicilië getroffen door een zeer zware en verwoestende aardbeving, vooral in Messina en omgeving.
Het fascisme wist geen radicale verbetering te brengen in de situatie van Sicilië: dit demagogische regime met zijn twijfelachtige economische politiek wilde de steun van de plaatselijke grootgrondbezitters niet missen. Wel werd nu de maffia krachtig aangepakt. In de zomer van 1943 vond de geallieerde Landing op Sicilië plaats, waarmee de verovering van Italië door de geallieerden begon.
Na de Tweede Wereldoorlog leek het erop dat er in het democratische Italië meer aandacht zou worden gegeven aan de eigen problematiek van Sicilië. De Italiaanse regering verleende het eiland in 1946 verregaande autonomie en bewees hiermee dat ze terdege rekening wilde houden met het verlangen van de eilandbewoners naar grotere zelfstandigheid. Maar ondanks grote inspanningen (onder meer een herverdeling van de landbouwgronden in 1948) bleef Sicilië achter bij andere Italiaanse regio’s: een erfenis van vele eeuwen economische uitbuiting. Daarbij kwam dat de onder Mussolini gedeeltelijk onderdrukte maffia erin slaagde zijn macht terug te veroveren.